# Шемякин, Анатолий Петрович
Анатолий Петрович Шемякин (укр. Анатолій Петрович Шемякін; род. 1951) — советский и украинский спортсмен и тренер. Мастер спорта СССР, Заслуженный тренер УССР, Заслуженный тренер СССР, Заслуженный работник физической культуры и спорта Украины.

## Биография
Родился 22 марта 1941 года в селе Солонец-Поляна Белгородской области.
Была жена Шемякина Светлана Александровна-мастер спорта по настольному теннису,тренер спортклуба Динамо в г. Луганске.
Окончил Львовское пожарно-техническое училище и Луганский национальный университет имени Тараса Шевченко. С 1975 года работает тренером по спортивной гимнастике Луганского областного высшего училища физической культуры и спорта. С 1995 по 2008 годы был главным тренером сборной команды Украины, с 2008 года старший тренер сборной Украины по спортивной гимнастике.
Подготовил 20 мастеров спорта, 4 мастера спорта международного класса и 3  заслуженных мастера спорта Украины, в их числе неоднократные призеры и чемпионы Олимпийских игр, чемпионы мира и Европы — И. Коробчинский, А. Светличный, А. Береш, Р. Мезенцев, Г. Задорожный и другие.
А. П. Шемякин является Почётным гражданином Луганска (1992). В Луганске проводится турнир по спортивной гимнастике на кубок Анатолия Петровича Шемякина.